# Chirodropida
Chirodropida é uma ordem de cnidários da classe Cubozoa.